# Nuoto ai campionati europei di nuoto 2014 - 400 metri stile libero maschili
La gara dei 400 metri stile libero maschili degli Europei 2014 si è svolta il 18 agosto 2014. Le batterie si sono svolte al mattino e la finale nel pomeriggio dello stesso giorno.

## Podio
| Pos.    | Atleta                   | Nazione     |
| ------- | ------------------------ | ----------- |
| Oro     | Velimir Stjepanović      | Serbia      |
| Argento | Andrea Mitchell D'Arrigo | Italia      |
| Bronzo  | Jay Lelliott             | Regno Unito |

## Record
Prima della manifestazione il record del mondo (RM), il record europeo (EU) e il record dei campionati (RC) erano i seguenti.
| Record mondiale       | 3'40"07 | Paul Biedermann | 26 luglio 2009 Roma     |
| Record europeo        | 3'40"07 | Paul Biedermann | 26 luglio 2009 Roma     |
| Record dei campionati | 3'45"10 | Jurij Prilukov  | 18 marzo 2008 Eindhoven |

Nel corso della competizione non sono stati migliorati record.

## Risultati

### Batterie
| Pos. | Batteria | Corsia | Atleta                   | Nazionalità          | Tempo   | Note |
| ---- | -------- | ------ | ------------------------ | -------------------- | ------- | ---- |
| 1    | 6        | 4      | Stephen Milne            | Regno Unito          | 3'48"62 | Q    |
| 2    | 6        | 6      | Andrea Mitchell D'Arrigo | Italia               | 3'48"77 | Q    |
| 3    | 6        | 5      | Gabriele Detti           | Italia               | 3'48"79 | Q    |
| 4    | 6        | 1      | Clemens Rapp             | Germania             | 3'49"03 | Q    |
| 5    | 6        | 3      | Jan Micka                | Rep. Ceca            | 3'49"10 | Q    |
| 6    | 5        | 5      | Velimir Stjepanović      | Serbia               | 3'49"49 | Q    |
| 7    | 6        | 2      | Jay Lelliott             | Regno Unito          | 3'49"82 | Q    |
| 8    | 5        | 1      | Gergő Kis                | Ungheria             | 3'50"35 | Q    |
| 9    | 5        | 4      | Paul Biedermann          | Germania             | 3'50"42 |      |
| 10   | 4        | 5      | Anders Lie               | Danimarca            | 3'50"62 |      |
| 11   | 5        | 2      | Yannick Agnel            | Francia              | 3'50"81 |      |
| 12   | 5        | 0      | Matias Koski             | Finlandia            | 3'50"84 |      |
| 13   | 6        | 8      | Florian Vogel            | Germania             | 3'50"92 |      |
| 14   | 5        | 3      | Ferry Weertman           | Paesi Bassi          | 3'51"05 |      |
| 15   | 6        | 9      | David Brandl             | Austria              | 3'51"09 |      |
| 16   | 6        | 7      | Filip Zaborowski         | Polonia              | 3'51"40 |      |
| 17   | 5        | 8      | Mads Glæsner             | Danimarca            | 3'51"42 |      |
| 18   | 6        | 0      | Miguel Duran Navia       | Spagna               | 3'51"57 |      |
| 19   | 3        | 4      | Alexander Krasnykh       | Russia               | 3'51"62 |      |
| 20   | 4        | 7      | Anton Oerskov Ipsen      | Danimarca            | 3'52"22 |      |
| 21   | 4        | 1      | Joris Bouchaut           | Francia              | 3'52"66 |      |
| 22   | 5        | 6      | Samuel Pizzetti          | Italia               | 3'52"83 |      |
| 23   | 4        | 3      | Sergiy Frolov            | Ucraina              | 3'52"89 |      |
| 24   | 2        | 5      | Martin Bau               | Slovenia             | 3'52"96 |      |
| 25   | 4        | 0      | Richard Nagy             | Slovacchia           | 3'53"39 |      |
| 26   | 3        | 2      | Maarten Brzoskowski      | Paesi Bassi          | 3'53"44 |      |
| 27   | 4        | 6      | Anthony Pannier          | Francia              | 3'53"45 |      |
| 28   | 1        | 4      | Jean-Baptiste Febo       | Svizzera             | 3'53"54 |      |
| 29   | 4        | 4      | Marc Sanchez Torrens     | Spagna               | 3'53"71 |      |
| 30   | 5        | 9      | Dmitry Ermakov           | Russia               | 3'54"15 |      |
| 31   | 5        | 7      | Max Litchfield           | Regno Unito          | 3'54"18 |      |
| 32   | 4        | 9      | Lander Hendrickx         | Belgio               | 3'54"67 |      |
| 33   | 3        | 3      | Felix Auboeck            | Austria              | 3'54"94 |      |
| 34   | 3        | 5      | Nezir Karap              | Turchia              | 3'55"00 |      |
| 35   | 3        | 7      | Stefan Sorak             | Serbia               | 3'55"15 |      |
| 36   | 4        | 2      | Damien Joly              | Francia              | 3'55"48 |      |
| 37   | 4        | 8      | Pawel Furtek             | Polonia              | 3'55"65 |      |
| 38   | 3        | 0      | Anton Goncharov          | Ucraina              | 3'56"18 |      |
| 39   | 3        | 8      | Adam Paulsson            | Svezia               | 3'56"22 |      |
| 40   | 2        | 3      | David Kuncar             | Rep. Ceca            | 3'56"51 |      |
| 41   | 1        | 3      | Ensar Hajder             | Bosnia ed Erzegovina | 3'57"60 |      |
| 42   | 3        | 9      | Eetu Piiroinen           | Finlandia            | 3'58"07 |      |
| 43   | 2        | 6      | Alexander Kudashev       | Russia               | 3'58"20 |      |
| 44   | 2        | 7      | Irakli Revishvili        | Georgia              | 3'58"45 |      |
| 45   | 3        | 6      | Ediz Yıldırımer          | Turchia              | 3'59"02 |      |
| 46   | 2        | 8      | Maxym Shemberyev         | Ucraina              | 3'59"44 |      |
| 47   | 2        | 4      | Jan Kutnik               | Rep. Ceca            | 4'00"37 |      |
| 48   | 2        | 0      | Pit Brandenburger        | Lussemburgo          | 4'00"99 |      |
| 49   | 2        | 2      | Tomas Novovesky          | Rep. Ceca            | 4'01"13 |      |
| 50   | 3        | 1      | Uladzimir Žyharaŭ        | Bielorussia          | 4'02"14 |      |
| 51   | 2        | 1      | David Karasek            | Svizzera             | 4'03"20 |      |
| 52   | 1        | 5      | Davit Sikharulidze       | Georgia              | 4'10"76 |      |

### Finale
| Pos. | Corsia | Atleta                   | Nazionalità | Tempo   | Note |
| ---- | ------ | ------------------------ | ----------- | ------- | ---- |
|      | 7      | Velimir Stjepanović      | Serbia      | 3'45"66 |      |
|      | 5      | Andrea Mitchell D'Arrigo | Italia      | 3'46"91 |      |
|      | 1      | Jay Lelliott             | Regno Unito | 3'47"50 |      |
| 4    | 3      | Gabriele Detti           | Italia      | 3'48"10 |      |
| 5    | 6      | Clemens Rapp             | Germania    | 3'48"44 |      |
| 6    | 4      | Stephen Milne            | Regno Unito | 3'48"55 |      |
| 7    | 2      | Jan Micka                | Rep. Ceca   | 3'48"57 |      |
| 8    | 8      | Gergő Kis                | Ungheria    | 3'53"14 |      |